# Communauté de communes de la Région de Chagny en Bourgogne
La communauté de communes de la Région de Chagny en Bourgogne est une ancienne communauté de communes française, située dans le département de Saône-et-Loire et la région Bourgogne-Franche-Comté.

## Historique
En raison du retrait des communes de Chagny, Chaudenay, Dezize-les-Maranges, Paris-l’Hopital de la Communauté de Communes de la Région de Chagny en Bourgogne à la suite de l'arrêté inter préfectoral en date du 20 décembre 2006 portant création de la Communauté d'agglomération Beaune, Chagny, Nolay, la nouvelle dénomination de la Communauté de Communes de la Région de Chagny est « Communauté de communes entre Monts et Dheune ».

## Composition
Elle est composée des communes suivantes :
1. Aluze
2. Bouzeron
3. Chagny
4. Chassey-le-Camp
5. Chaudenay
6. Cheilly-lès-Maranges
7. Dennevy
8. Dezize-lès-Maranges
9. Paris-l'Hôpital
10. Remigny
11. Saint-Gilles
12. Saint-Léger-sur-Dheune
13. Saint-Sernin-du-Plain
14. Sampigny-lès-Maranges

## Sources
- Le SPLAF (Site sur la Population et les Limites Administratives de la France)
- La base ASPIC